# Электромагнитная помеха
Электромагни́тная поме́ха (EMI, англ. Electromagnetic Interference, также RFI — Radio Frequency Interference) — нежелательное физическое явление или воздействие электрических, магнитных или электромагнитных полей, электрических токов или напряжений внешнего или внутреннего источника, которое нарушает нормальную работу технических средств, или вызывает ухудшение технических характеристик и параметров этих средств.
Для целей радиоэлектронной борьбы применяют преднамеренное электромагнитное воздействие направленное на объект, которое является для него нежелательным, то есть помехой.
По происхождению помехи разделяются на естественные и искусственные.
Электромагнитные или радиочастотные помехи (наводки) в сети электропитания и в электронных цепях возникают от работы электрических машин и электронных устройств. Они могут быть снижены за счёт экранирования и установки фильтров на входы и выходы (например в блок питания).
Интенсивность всех видов помех измеряют либо в единицах напряженности электрического поля В/м, мВ/м, мкВ/м, либо в единицах плотности потока мощности Вт/м2, мВт/м2, мкВт/м2.

## Естественные помехи
- Внеземные
  - космические шумы, реликтовое излучение
  - Солнце
  - Радиозвезды
- Земные
  - атмосферные помехи Земли
  - электрические разряды в атмосферных осадках
  - помехи в среде распространения

## Искусственные помехи
- Индустриальные
  - индустриальные или промышленные помехи — излучение промышленных установок, бытовых электроприборов и т. д.
  - контактные помехи — помехи, возникающие при переходных процессах при коммутации электрических цепей
  - системы зажигания автотранспорта
  - сварочные аппараты
  - контактная сеть
  - промышленное оборудование
  - средства электротранспорта
  - осветительные устройства
  - медицинское оборудование
- Радиоэлектронные
  - станционные помехи — от других радиоэлектронных средств: радиостанций, радиолокаторов и т. д.
  - специально созданные помехи — элемент радиоэлектронной борьбы
  - радиорелейные линии и искусственные спутники Земли
  - средства радионавигации
- Электроэнергетические
  - генераторы
  - преобразователи
  - линии передачи электроэнергии
  - средства распределения